# Santa Missa (programa de televisão)
Santa Missa (anteriormente Santa Missa em Seu Lar) é um programa de televisão brasileiro onde são levadas ao ar nas manhãs de domingo pela TV Globo celebrações eucarísticas comandadas pelo padre Marcelo Rossi e pelo bispo Dom Fernando Figueiredo. Exibido ininterruptamente pela emissora desde 1968, é um dos programas de TV mais antigos do Brasil e o mais antigo da emissora.

## História
Antes da TV Globo, a Arquidiocese de São Sebastião do Rio de Janeiro tinha as suas missas transmitidas pela TV Excelsior, que começou a exibir o programa em setembro de 1963. Em 4 de fevereiro de 1968, a TV Globo Rio de Janeiro, de propriedade do católico Roberto Marinho, começou a transmitir as missas organizadas pela arquidiocese nas manhãs de domingo, com celebração do então arcebispo da cidade, Dom Jaime de Barros Câmara. Na ocasião da estreia, foi assistida por autoridades civis e militares.
Em março de 1971, a pedido do cardeal Dom Eugênio Sales, a atração passou a destinar parte de seu tempo para a divulgação de notícias da arquidiocese, que eram exibidas ao final do programa. Algumas afiliadas utilizavam o mesmo espaço para veicularem notícias relacionadas às comunidades católicas locais.
O programa recebeu, no dia 15 de outubro de 1995, um ato em desagravo à imagem de Nossa Senhora Aparecida após Sérgio Von Helder, bispo da Igreja Universal do Reino de Deus, ter chutado uma imagem da santa durante uma pregação na TV Record. Na ocasião, o monsenhor José Maria Vasconcelos, celebrante da missa, se ajoelhou diante da imagem de Nossa Senhora e pediu "reparação" pelas agressões, embora não tenha citado o nome de Von Helder.
Em 9 de abril de 2000, a Rede Globo passou a dividir a Santa Missa em duas partes, com o padre Marcelo Rossi fazendo uma bênção a partir do Santuário do Terço Bizantino (substituído em 2014 pelo Santuário Nossa Senhora Mãe de Deus - Theotókos) em São Paulo, enquanto a segunda parte, com a missa propriamente dita, continuava a ser feita por Dom Eugênio Sales no Rio de Janeiro. Em 29 de julho de 2001, a Santa Missa passou a ser feita na íntegra a partir de São Paulo, com o padre Marcelo tornando-se concelebrante ao lado do bispo Dom Fernando Figueiredo, enquanto as missas realizadas no Rio de Janeiro seguiram sendo transmitidas para a capital fluminense até 30 de março de 2008. Desde 24 de outubro de 2010, a Santa Missa passou a ser reprisada em horário alternativo pelo canal Viva.
Em 2020, o santuário onde ocorrem as celebrações foi fechado ao público em virtude da pandemia de COVID-19. Como prevenção contra o contágio da doença, um decreto do Governo do Estado de São Paulo proibiu a realização de cultos e missas presenciais. Em virtude disso, em 15 de março, a Globo reprisou uma edição antiga do programa, celebrada pelo Padre Marcelo Rossi com o santuário lotado. O padre disse em suas redes sociais que o santuário estava fechado ao público, mas também declarou que as missas continuariam acontecendo, com transmissão pelo YouTube, pelo Facebook e pela Rede Vida, além da Globo. No dia 29 de março do mesmo ano, o padre voltou a celebrar a missa ao vivo, sem a presença de fiéis, que foram substituídos por fotos nas cadeiras.
Em 9 de agosto de 2021, dia dos pais, a TV Globo Rio de Janeiro voltou a exibir uma Santa Missa local pela primeira vez após 13 anos, quando transmitiu uma celebração especial feita pelo arcebispo Dom Orani Tempesta no Cristo Redentor, em memória das vítimas da pandemia de COVID-19. Em 10 de outubro, a Santa Missa foi exibida ao vivo do Rio de Janeiro, em virtude das comemorações dos 90 anos do Cristo Redentor, com uma celebração feita por padre Marcelo Rossi, padre Omar Raposo, reitor do santuário, e padre Jorjão, da Paróquia Nossa Senhora da Paz de Ipanema.

### Versões locais e não-exibições
Várias afiliadas da Globo já chegaram a produzir versões locais da Santa Missa, como a Rede Gazeta do Espírito Santo, TV Gazeta de Alagoas, que transmitia missas gravadas na Igreja de São Gonçalo em Maceió, e a Rede Anhanguera, que transmitia as celebrações realizadas no Santuário Basílica do Divino Pai Eterno em Trindade, Goiás. Atualmente, apenas a TV Asa Branca possui uma versão local do programa, produzida desde 4 de abril de 2021 a partir da Catedral Nossa Senhora das Dores, em Caruaru, Pernambuco.
A RBS TV não exibia a Santa Missa para os estados do Rio Grande do Sul e de Santa Catarina, transferindo a sua veiculação para a TVCOM (na época em que o canal existiu) durante alguns anos e substituindo-a por programas locais como Festival de Desenhos, Campo & Lavoura, Comunidade e, recentemente, o Galpão Crioulo, sendo exceções apenas as missas que a Globo exibe na manhã de Natal em substituição ao Bom Dia Brasil ou o Hora 1. A partir de fevereiro de 2025 a emissora gaúcha passou a retransmitir a Santa Missa apresentada pelo padre Marcelo Rossi.
Em 2017, a RBS TV foi substituída em Santa Catarina pela NSC TV, e esta por sua vez também não levava o programa ao ar, substituindo-o pela versão estadual do Via Brasil (semelhante ao programa do GloboNews mas com reportagens do estado) e pelo programa comunitário Nossa Santa Catarina. Desde 2024, a Santa Missa é transmitida, substituindo o Via Brasil.